# 若者よ愛を忘れるな
『若者よ愛を忘れるな』（わかものよあいをわすれるな）は1970年10月にザ・テンプターズがリリースした12枚目にして、ラストシングルである。

## 解説
- 「若者よ愛を忘れるな」は、歌詞に唱歌「故郷」の一節を挿入している[1]。
- 松崎由治が両面ともリード・ボーカルをとった、最初で最後のシングルである[要出典]。

## 収録曲
1. 若者よ愛を忘れるな（3分1秒）ソロ：松崎由治[1]
  - 作詞:松崎由治／作曲:松崎由治／編曲：ザ・テンプターズ・川口真
2. 理由なき反抗（3分34秒）ソロ：萩原健一[1]
  - 作詞:松崎由治／作曲:松崎由治／編曲：ザ・テンプターズ・川口真